# メニッポス (ベラスケスの絵画)
『メニッポス』（西: Menipo、英: Menippus）は、スペインのバロック絵画の巨匠ディエゴ・ベラスケスが1639-1640年にキャンバス上に油彩で制作した絵画である。現在、マドリードのプラド美術館に所蔵されている。ほぼ同じ大きさの『イソップ』 (プラド美術館) 同様に狩猟休憩塔（トッレ・デ・ラ・パラーダ）のために描かれた作品である。画面上部左側の銘文（ベラスケスの手になるものではない）にあるように、古代ギリシアのキュニコス派（犬儒派）の哲学者メニッポスを表している。

## 背景

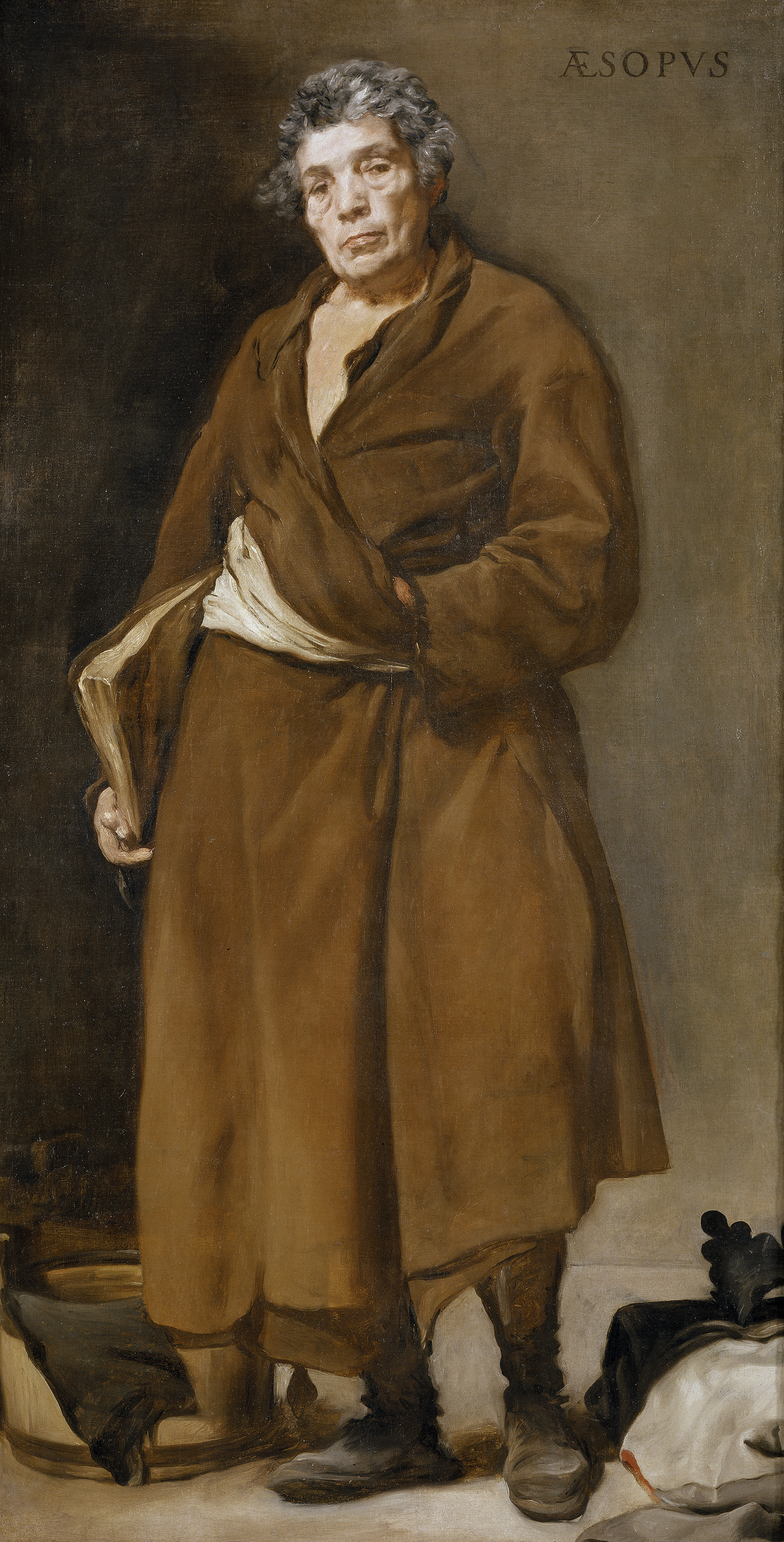
ディエゴ・ベラスケス『イソップ』 (1639-1640年ごろ) 、プラド美術館

ベラスケスが『メニッポス』を描く以前に、ピーテル・パウル・ルーベンスと彼の工房は、狩猟休憩塔のために古代ギリシアの哲学者である『デモクリトス』と『ヘラクレイトス』 (ともにプラド美術館) を納めていた。ルーベンスは、ベラスケスが最も深く尊敬していた同時代の画家であり、「ロールモデル」であった。ベラスケスは、本作『メニッポス』と対作品『イソップ』を描く際にルーベンスの2作品との対比を念頭に置いていたと考えられる。ベラスケスの2作品はルーベンスの2作品とは別の部屋に飾られたが、キャンバスの高さはほぼ180センチで同じである。また、ルーベンスもベラスケスも、2人の人物を「涙」と「笑い」を表す対照的な人物として描いている。
ルーベンス作品のヘラクレイトス (「涙」を表す) とデモクリトス (「笑い」を表す) は、古代彫刻にもとづいた古代の偉人としての風貌を与えられ、屋外に裸足で、典型的な古代風の長衣を着て座っている。また、彼らはルーベンスならではの逞しく、筋肉質の体型をしており、表情は確立された図像にもとづく。しかし、ベラスケスは、ルーベンスとは対照的にメニッポス (「涙」に相当する「自身の欠如」を表す) とイソップ (「笑い」に相当する「開放性」を表す) に民衆的で理想化の施されていないリアルな風貌を与えている。彼らはまた、室内に靴を履いて立っている。
狩猟休憩塔には、フランドルの画家たちが手がけた動物の寓話にもとづく作品が多数飾られていたことから、ベラスケスは動物の寓話作者イソップを描いたと想像できるが、本作に描かれているメニッポスは、イソップ同様に奴隷出身で、現世の価値や富に幻滅させられた風刺家であったゆえに、対をなすに相応しい人物として選ばれたのかもしれない。

## 作品
髭を生やした老人メニッポスがマントを羽織り、鑑賞者に背を向けて立っている。彼は今にも立ち去らんとするかのように、肩越しに鑑賞者の方を振り返っている。彼はかつては奴隷で、その後、金貸しとして財をなすものの、それを失い、自ら命を絶ったと伝えられる。
メニッポスの立つ空間は室内であることが漠然と示され、彼の足元には広げられた本や壺などが雑然と並んでいる。投げ出された本はや巻物は既存の学問に対する軽蔑を、水差しの壺は人間の欲望からの自由を暗示している。メニッポスは、思索や机上の学問を嫌い、最善の生活を並の人間に求めた懐疑論者であった。
メニッポスは乞食ともいえるような、当時のスペインのみすぼらしい武骨な老人の姿で描写されているが、これは彼が奴隷の出自であったことを示すものであろう。本作は、市井の乞食をモデルとしたホセ・デ・リベラの手法を踏襲したものでもある。